# Leon’s Lone Star Cowboys
Leon’s Lone Star Cowboys war eine amerikanische Country-Band, die in den 1930er-Jahren in Texas und Louisiana aktiv war und Elemente von Jazz und Blues mit Western Swing verband.

## Bandgeschichte
Leon’s Lone Star Cowboys wurden 1929 in Osttexas zunächst unter dem Namen The Lone Star Cowboys von dem aus Louisiana stammenden Sänger und Gitarristen Leon Chappelear (später Leon Chappel, 1909–1962) und den Brüdern Joe und Bob Shelton (eigentlich Joe und Bob Attlesey) gegründet. Mit Unterstützung des Sängers Jimmie Davis, mit dem er zuvor für Bluebird aufgenommen hatte, bekam Leon Chappel für die Lone Star Cowboys einen Plattenvertrag bei Victor. Es entstanden eine Reihe von frühen Aufnahmen des Western Swing, wie Deep Elm Blues und Just Because. Musikalische Differenzen führten schließlich zur Trennung von den Brüdern Shelton, die ihre Karriere als The Shelton Brothers fortsetzten.
Es erfolgte die Bildung einer neuen Formation namens Leon’s Lone Star Cowboys, deren Musik sich näher an den Jazz anlehnte, vor allem durch das Fiddle-Spiel von Lonnie Hall und verschiedenen Klarinettisten. Chappelear, der stark vom Blues und New Orleans Jazz beeinflusst war, schuf damit einen Gruppenklang, der sich an Milton Brown’s Musical Brownies anlehnte. Mitte der 1930er-Jahre traten die Lone Star Cowboys in der Radiostation KWKH in Shreveport auf; außerdem erhielt die Band einen Kontrakt bei Decca, bis ihre Erfolgsserie ein jähes Ende fand, als bei der Rückkehr von einem Konzert im September 1937 das Fahrzeug von Chappelear in einen Verkehrsunfall geriet und dieser schwere Kopfverletzungen erlitt. Bekannte Titel der Band waren Crawdad Song, I’m a Do Right Papa, I’m Serving Days, Mr. and Mrs. Is the Name, My Little Girl, 31st Street Blues, Too Good to Be True, Travelin’ Blues und White River Blues, ferner Jazztitel wie Bugle Call Rag, China Boy, Dinah und Milenburg Joys.
Die Band bestand in den 1930ern in wechselnden Besetzungen, bis zu einer 12-köpfigen Besetzung 1937, dem Jahr, in dem Decca den Plattenvertrag mit der Band beendete. Weitere Mitglieder der Band waren  James „Texas Jim“ Lewis (1909–1990) und dessen Bruder, der Gitarrist und Sänger Jack Rivers, (1911–1980), Leon „Pappy“ Selph und Slim Harbert.
Hinzu kamen zwischen 1935 und 1937 bei Plattenaufnahmen Instrumentalisten wie der Gitarrist Gene Sullivan, der Bassist Slim Harbert, der Steelguitar-Spieler Carl Rainwater, der Fiddler J. R. Chatwell und der Banjoist Howard Oliver.

## Diskographische Hinweise
- Western Swing Chronicles, Volume 2 – Leon Chappelear/Leon’s Lone Star Cowboys (Origin Jazz Library)